# Nupserha monticola
Nupserha monticola är en skalbaggsart som först beskrevs av Hintz 1919.  Nupserha monticola ingår i släktet Nupserha och familjen långhorningar. Inga underarter finns listade i Catalogue of Life.